# Szilibinin
A szilimarin flavononglikán-származék, amely a szilidianin és szilikrisztin nevű izomerekből áll. Kísérletes vizsgálatok igazolják, hogy a szilimarin terápiás hatékonysága három hepatoprotektív hatáson alapul:
- védi a membránt
- szabadgyökfogó tulajdonságú
- segíti a regenerációt.

A szilimarin három hatása együttesen vezet ahhoz, hogy a máj a hepatotoxikus anyagokat könnyebben választja ki (eliminálja), ami megakadályozhatja a fibrózist.

## Hatása
A szilimarin reagál a májsejt-receptorokkal és blokkolja, vagyis lassítja ezzel a májra mérgező anyagok felvételét. Egyes, a májban lebomló anyagok, de az alkoholfogyasztás, vagy környezeti mérgek is reaktív, oxigénion tartalmú anyagokat indukálnak (szabad gyökök), melyek a membránlipidek többszörösen telítetlen zsírsavait és a membránban lévő fehérjéket, mint receptorokat, láncreakcióban oxidatív roncsolják. Mivel a szilimarinnak igen magas a hepatocytákhoz való affinitása, kémiai szerkezetének köszönhetően képes ezen szabad gyökök megfogására. Így a membrán és a sejt integritása megmarad. A károsodott sejtekben a szilimarin fokozza a fehérjeszintézist és normalizálja a foszfolipid metabolizmust. Ennek eredményeképpen stabilizálja a sejtmembránt és csökkenti vagy megelőzi az oldott sejtalkotók (pl.: transzaminázok) kijutását a sejtből, valamint megakadályozza bizonyos májkárosító anyagok (pl.: gyilkos galóca mérgei) bejutását a sejtbe.
A szilimarin protein-szintézist növelő hatása sejtmagban megtalálható RNS-polimeráz-I-aktivitás stimulálásán alapul, amely aztán a riboszómális RNS megnövekedett termelődéséhez vezet. A következmény: strukturális és funkcionális proteinek (enzimek) termelődésének növekedése. Mindezek együttesen a máj védelmi és regenerációs képességének emelkedését eredményezik.